# Alvin och gänget 3
Alvin och gänget 3 (originaltitel: Alvin and the Chipmunks: Chipwrecked) är en amerikansk animerad komedifilm från 2011, regisserad av Mike Mitchell och producerad av Janice Karman och Ross Bagdasarian. Filmen är den tredje delen i Alvin och gänget-filmserien.
Filmen hade biopremiär den 16 december 2011 i USA och den 25 december i Sverige.

## Handling
Alvin, Simon, Theodore och Korretts lever det ljuva livet som bara de kan göra – sjungande, dansande och med sin osvikliga förmåga att ställa till med trubbel - ombord på ett kryssningsfartyg i Karibien. De gör om sin stillsamma lyxkryssning till sin personliga lekplats, men en olycka uppstår och de blir skeppsbrutna och spolas i land på en avlägsen tropisk ö. De måste använda all sin fantasi för att hitta ett sätt att komma hem igen. Medan Alvin och hans gäng provar flera sätt att hitta hem upptäcker dem att de är inte ensamma på den till synes övergivna ön.

## Rollista

### Engelska röster och skådespelare
- Jason Lee - David "Dave" Seville
- David Cross - Ian Hawke
- Jenny Slate - Zoe
- Justin Long - Alvin Seville (röst)
- Matthew Gray Gubler - Simon Seville (röst)
- Jesse McCartney - Theodore Seville (röst)
- Christina Applegate - Brittany Miller (röst)
- Anna Faris - Jeanette Miller (röst)
- Amy Poehler - Eleanor Miller (röst)
- Alan Tudyk - Simone (röst)
- Andy Buckley - Kapten Correlli
- Sophia Aguiar - Klubbkvinna 1
- Lauren Gottlieb - Klubbkvinna 2
- Tera Perez - Klubbkvinna 3
- Phyllis Smith - Flygvärdinna

### Svenska röster
- Peter Sjöquist - David "Dave" Seville
- Jakob Stadell - Ian Hawke
- Nour El Refai - Zoe
- Linus Wahlgren - Alvin Seville
- Kim Sulocki - Simon Seville
- Nick Atkinson - Theodore Seville
- Lina Hedlund - Brittany Miller
- Anna Engh - Jeanette Miller
- Molly Sandén - Eleanor Miller
- Kim Sulocki - Simone
- Göran Berlander - Kapten Correlli
- Anna Engh - Klubbkvinna 1
- Anna Sophocleous - Klubbkvinna 2
- Anna Gyllenberg - Klubbkvinna 3
- Sanna Ekman - Flygvärdinna